# Розенхайм (район)
Розенхайм (нем. Rosenheim) — район в Германии. Центр района — город Розенхайм. Район входит в землю Бавария. Подчинён административному округу Верхняя Бавария. Занимает площадь 1439,40 км². Население — 246 791 чел. Плотность населения — 171 человек/км².
Официальный код района — 09 1 87.
Район подразделяется на 46 общин.

## Города и общины

Муниципалитеты района Розенхайм (Бавария)

### Городские общины
1. Бад-Айблинг (17 718)
2. Вассербург-ам-Инн (12 437)
3. Кольбермор (17 921)

### Ярмарочные общины
1. Бад-Эндорф (7 615)
2. Брукмюль (16 122)
3. Нойбойерн (4 213)
4. Прин-ам-Кимзе (10 135)

### Общины
1. Айзельфинг (2 943)
2. Альбахинг (1 562)
3. Амеранг (3 533)
4. Ашау-им-Кимгау (5 541)
5. Бабенсхам (2 880)
6. Бад-Файльнбах (7 213)
7. Бернау-ам-Кимзе (6 667)
8. Бранненбург (5 629)
9. Брайтбрунн-ам-Кимзе (1 426)
10. Грисштетт (2 576)
11. Гроскаролиненфельд (6 888)
12. Гштадт-ам-Кимзе (1 355)
13. Замерберг (2 618)
14. Зёхтенау (2 627)
15. Зойен (2 665)
16. Кимзе (334)
17. Киферсфельден (6 907)
18. Нусдорф-ам-Инн (2 579)
19. Обераудорф (4 768)
20. Пруттинг (2 332)
21. Пфаффинг (3 813)
22. Рамерберг (1 345)
23. Раублинг (11 344)
24. Ридеринг (5 334)
25. Римстинг (3 604)
26. Рордорф (5 438)
27. Ротт-ам-Инн (3 565)
28. Тунтенхаузен (6 696)
29. Фельдкирхен-Вестерхам (10 275)
30. Флинтсбах-ам-Инн (2 854)
31. Фогтаройт (3 066)
32. Фрасдорф (3 013)
33. Хальфинг (2 792)
34. Хёсльванг (1 254)
35. Шехен (4 509)
36. Шонштетт (1 200)
37. Штефанскирхен (9 791)
38. Эгштетт (2 869)
39. Эдлинг (4 131)

### Объединения общин
1. Административное сообщество Брайтбрунн-ам-Кимзе
2. Административное сообщество Пфаффинг
3. Административное сообщество Ротт-ам-Инн
4. Административное сообщество Хальфинг

## Население
По оценке на 31 декабря 2015 года население района составляет 256 074 человека.
| Дата      | 1840  | 1871  | 1900  | 1925  | 1939   | 1950   | 1961   | 1970   | 1987   | 2011   |
| --------- | ----- | ----- | ----- | ----- | ------ | ------ | ------ | ------ | ------ | ------ |
| Население | 52966 | 60064 | 76095 | 93166 | 104061 | 151937 | 143825 | 158819 | 190104 | 244257 |

| Год       | 1960   | 1970   | 1980   | 1990   | 2000   | 2009   | 2010   | 2011   | 2012   | 2013   | 2014   | 2015   |
| --------- | ------ | ------ | ------ | ------ | ------ | ------ | ------ | ------ | ------ | ------ | ------ | ------ |
| Население | 144290 | 160742 | 183700 | 206284 | 236480 | 248819 | 249772 | 245264 | 247133 | 249810 | 251850 | 256074 |

## Внешние ссылки
- Официальная страница (нем.)